# Zeitgleichung

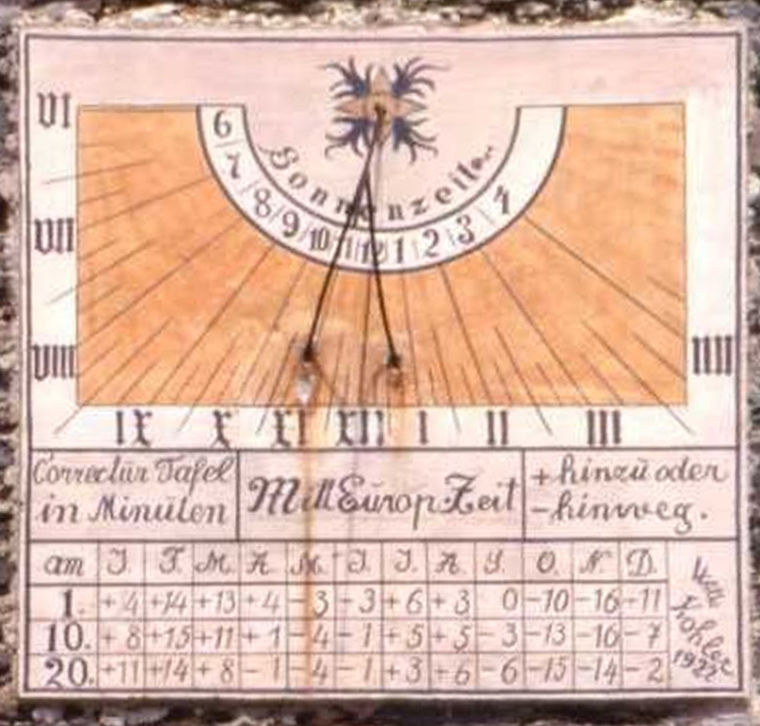
Sonnenuhr mit Werten der Zeitgleichung zur Umrechnung der angezeigten wahren Sonnenzeit (wahre Ortszeit WOZ) auf mittlere Sonnenzeit (MOZ)

Als Zeitgleichung (ZG oder ZGL) wird die Differenz zwischen der wahren Sonnenzeit (WSZ oder wahre Ortszeit WOZ) und der mittleren Sonnenzeit (MSZ oder mittlere Ortszeit MOZ) bezeichnet:
{\displaystyle \mathrm {ZG=WOZ-MOZ} }
Die WOZ entspricht dem Sonnenverlauf und verläuft über das Jahr nicht gleichmäßig, während die MOZ ein Maß der gleichmäßig verlaufenden Zeit ist. Die MOZ ist seit dem späten Mittelalter die Zeitskala des Alltages. 
Die Bezeichnung „Gleichung“ ist ein historisches Relikt. Sie hatte früher die Bedeutung von einer vorzunehmenden „Korrektur“.
Derzeit beträgt die ZG über das Jahr hinweg zwischen +16 und etwa −14 Minuten. Sonnenuhren "gehen" mit der WSZ, gehen folglich gegenüber der MSZ bis etwa 16 Minuten vor beziehungsweise bis etwa 14 Minuten nach.

## Verlauf über das Jahr hinweg

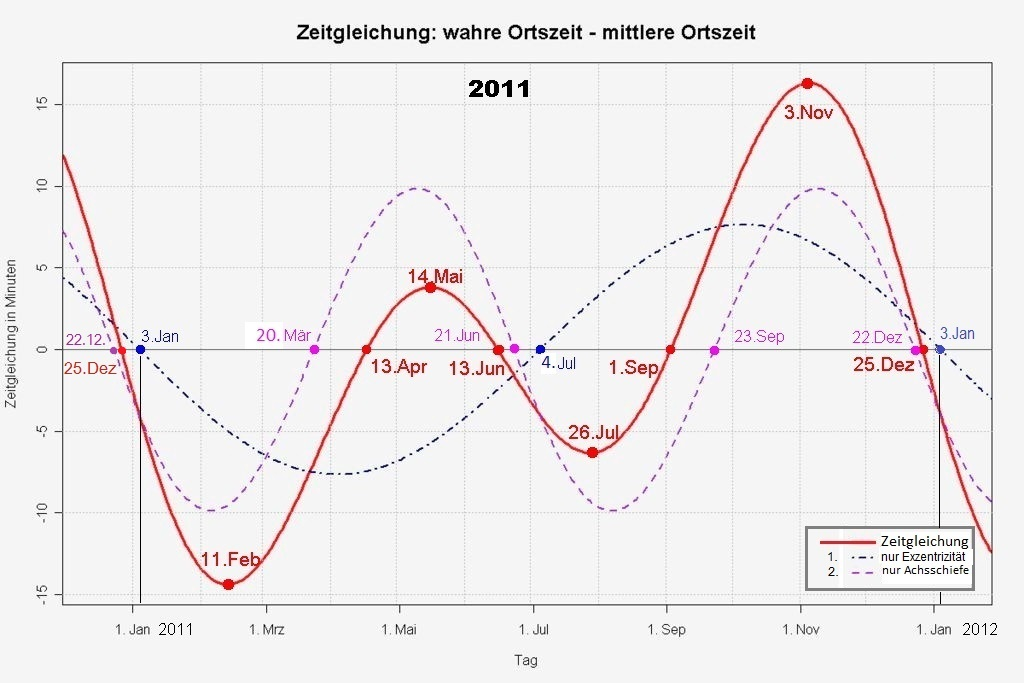
Rot: Verlauf der Zeitgleichung aus ihren Tageswerten über ein Jahr (2011). Der Verlauf ist das Resultat zweier Effekte, die sich überlagern: 1) elliptische Form der Erdbahn (strichpunktiert, Periode 1 Jahr); 2) Schiefe der Erdachse in Bezug zur Ekliptik (gestrichelt, Periode ½ Jahr)

Die Ungleichmäßigkeit der WOZ hat zwei Ursachen. Sie ergibt sich aus der sich verändernden Bahngeschwindigkeit der Erde bei ihrem Lauf (Revolution) um die Sonne und aus der sich dabei relativ zur Sonne ändernden Richtung ihrer Achse:
1. Aus der elliptischen Form der Erdbahn (erste Ursache der Zeitgleichung) ergibt sich – mit jährlicher Periode – ein Unterschied von bis zu etwa ±7,5 Minuten.
2. Aus der Richtungsstabilität der auf der Erdbahn geneigten Erdachse im Weltraum (zweite Ursache der Zeitgleichung) ergibt sich – mit halbjährlicher Periode – ein Unterschied von bis zu etwa ±10 Minuten.

Die ZG hat daher im Jahresverlauf zwei Maxima und zwei Minima, die jeweils unterschiedlich ausgeprägt sind. Infolge der gegenseitigen Perioden-Verschiebung sind die Werte über ein Jahr kleiner als die Summe der beiden Amplituden und wegen des Periodenunterschiedes absolut unterschiedlich. 

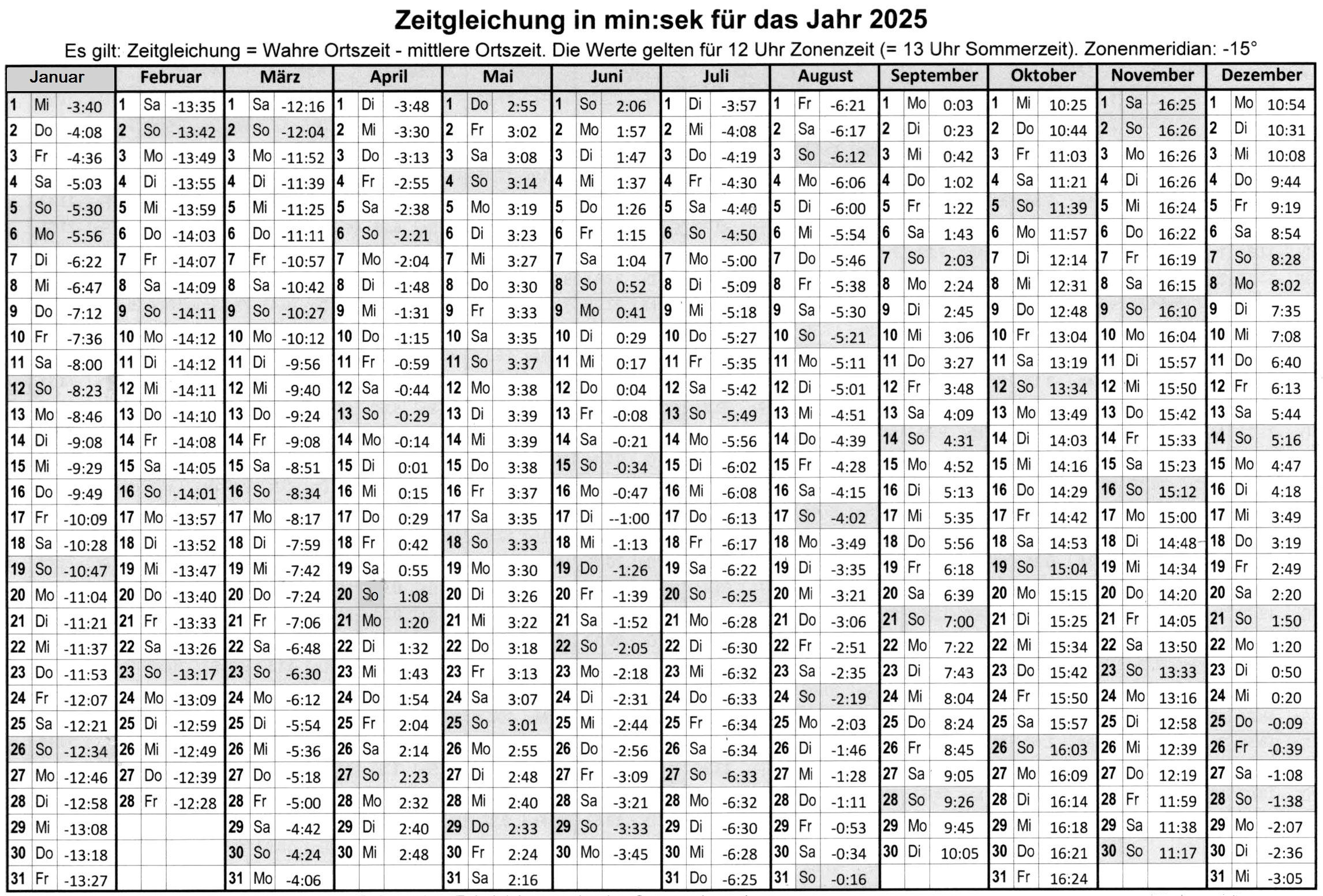

Die Zeitgleichung ändert sich über ein Jahr stetig um bis zu etwa 30 Sekunden pro Tag, und sie ist Jahrzehnte-lang gleich. Zeitgleichungstabellen enthalten innerhalb eines Schalt-Rhythmus' Änderungen im Sekunden-Bereich, weil das Kalenderjahr nicht mit dem Sonnenjahr kommensurabel ist. Die Tabellen-Werte (siehe nebenstehende abbildung) gelten üblicherweise für 12:00 Zonenzeit; für dazwischenliegende Zeitpunkte kann man interpolieren.

## Historisches
Die Zeitgleichung war schon den antiken Astronomen bekannt. Geminos von Rhodos erwähnt sie. Im Almagest des Ptolemäus wurde sie recht genau und bündig angesprochen. Die quantitative Behandlung war aber erst mit Hilfe der Keplerschen Gesetze möglich und wurde erstmals 1672 von John Flamsteed vorgenommen.
In der älteren Literatur sind Minuend und Subtrahend vertauscht. Dieses Resultat mit umgekehrtem Vorzeichen wurde der früher im Alltag benutzten, auf einer Sonnenuhr angezeigten wahren Sonnenzeit hinzugefügt, um die mit der neu erfundenen Räderuhr dargestellte mittlere Sonnenzeit zu erhalten. In französischen Jahrbüchern ist dieser Vorzeichen-Gebrauch heute noch zu finden.
Der Begriff „Gleichung“ hatte früher die Bedeutung für „zuzufügende Korrektur“. Sein Gebrauch heute noch bei der Zeitgleichung ist ein historisches Relikt. Heutzutage hat die mittlere Sonnenzeit (insbesondere als Zonenzeit), die man von (prinzipiell) stets gleichmäßig laufenden Uhren abliest, Priorität, und man folgert aus ihr die wahre Sonnenzeit. Es wird weiterhin zufügend korrigiert, nur im umgekehrten Sinn.

## Erklärung der Zeitgleichung aus ihren beiden Ursachen
Für die auf zwei Ursachen Bezug nehmende Erklärung ist die Kenntnis des Unterschieds zwischen dem siderischen und dem Sonnen-Tag erforderlich.

### Siderischer Tag und Sonnentag

Umlauf der Erde um die Sonne (vom Himmelsnordpol aus gesehen): Weil die rotierende Erde mit gleichem Drehsinn um die Sonne läuft, ist für einen festen Beobachter (roter Pfeil) ein siderischer Tag kürzer als ein Sonnentag: von 1 nach 2 = ein siderischer Tag von 1 nach 3 = ein Sonnentag

Die Zeitspanne zwischen zwei Meridiandurchgängen der Sonne ist ein Sonnentag; er beträgt im Mittel 24 Stunden. Im Unterschied dazu wird die Zeitspanne zwischen zwei Meridiandurchgängen eines Fixsternes als siderischer Tag bezeichnet. Dieser entspricht der Dauer für eine Drehung der Erde um sich selbst und beträgt im Mittel 23 Stunden 56 Minuten und 4 Sekunden. Der Unterschied von durchschnittlich 3 Minuten und 56 Sekunden zum Sonnentag ergibt sich durch die jährliche Bewegung der Erde auf ihrer Bahn um die Sonne. Von Tag zu Tag kommt die Erde auf der Erdbahn um nahezu einen Bogengrad voran (auf einen vollen Umlauf von 360 Grad entfallen ca. 365 1⁄4 Sonnentage beziehungsweise rund ca. 366 1⁄4 siderische Tage). Da Umdrehung und Umlauf gleichen Drehsinn haben, muss sich die Erde täglich um ebenfalls knapp ein Grad über die volle Umdrehung hinaus zusätzlich drehen (Zusatzdrehung), bis die Sonne wieder durch den gleichen Meridian geht (siehe nebenstehende Abbildung).

### Die Wirkung der ersten Ursache (Elliptizität der Erdbahn)
Die Bahn der Erde um die Sonne ist in sehr guter Näherung eine Ellipse mit der Sonne in einem ihrer Brennpunkte. Das zweite Keplersche Gesetz beschreibt die Veränderung der Bahngeschwindigkeit der Erde während eines Umlaufs. In der Umgebung des Perihels (sonnennächster Punkt, im Januar) bewegt sich die Erde schneller als im Mittel und legt während eines Tages ein größeres Bahnstück zurück, sodass die Zusatzdrehung etwas größer als knapp 1° sein muss. In der Umgebung des Aphels (sonnenfernster Punkt, im Juli) ist es umgekehrt.
Die Änderung der Länge des Sonnentages beträgt aus diesem Grund von Tag zu Tag maximal etwa ±2 Winkelminuten bzw. ±8 Zeitsekunden. Die Summierung dieser Änderungen ergibt innerhalb eines Jahres maximal etwa ±7½ Minuten Schwankung der wahren Sonnenzeit (sinusartige schwarze Linie in obigem Diagramm (nur Exzentrizität), Nulldurchgänge im Perihel und im Aphel.)

### Die Wirkung der zweiten Ursache (Neigung der Erdachse und ihre stabile Richtung im Weltraum)
Die Erdachse steht nicht senkrecht auf ihrer Umlauf-Ebene (Ekliptik) um die Sonne (im oben dargestellten Schema nicht beachtet), sondern ist etwa 23,5° gegenüber der Normalen auf die Umlauf-Ebene geneigt. Und im Bezugssystem Weltraum ändert sich die Richtung der Erdachse nur sehr langfristig (siehe Polbewegung).
Infolge dieser quasi Fixierung im Weltraum neigt sich die Erde nur zu den Sonnenwenden genau zur Sonne hin und steht nur zu den Tag-und-Nacht-Gleichen senkrecht zur Verbindungslinie Sonne–Erde. Von der Sonne aus gesehen führt die Erdachse also jährlich eine volle Taumelbewegung aus.
Weil sich die Richtung der Erdachse gegenüber der Verbindungslinie Sonne–Erde während eines Jahres dauernd ändert, ändert sich die tägliche Erddrehung zusätzlich zum aus der ersten Ursache folgendem Maß (diese Änderung würde auch stattfinden, wenn die Erdbahn kreisförmig wäre, das heißt, wenn die erste Ursache entfallen würde). «Da wir die Stundenwinkel auf den Äquator beziehen, müssen wir … die Ekliptikbögen auf den Äquator reduzieren. Durch diese Reduktion erhalten wir für 1° Ekliptikbogen in den Solstitien 1° 5′, in den Äquinoktien 55′ Äquatorbogen. Die Unterschiede sind also ± 5′.» Sie ist am kleinsten bei den Tag-und-Nacht-Gleichen, am größten bei den Sonnenwenden.
- Bei den Sonnenwenden bildet sich die zusätzliche etwa 1°-Drehung der Erde um die Achse der Ekliptik als Bogen auf einem ihrer beiden Wendekreise ab. Seine Projektion auf den Erdäquator und damit die erforderliche Zusatzdrehung ist größer, die wahre Sonne bleibt hinter der mittleren Sonne zurück, der Wert der Zeitgleichung nimmt zu.
- Bei den Tag-und-Nacht-Gleichen bildet sich die etwa 1°-Drehung der Erde um die Achse der Ekliptik auf der Erde als Bogen ab, der ihren Äquator schneidet. Seine Projektion auf den Erdäquator und damit die erforderliche Zusatzdrehung ist kleiner, die wahre Sonne eilt der mittleren Sonne voraus, der Wert der Zeitgleichung nimmt ab.

Die Richtungsänderung der geneigten Erdachse verändert die Länge der Sonnentage von Tag zu Tag maximal um etwa ±20 Sekunden. Die Summierung dieser Änderungen ergibt innerhalb eines Jahres maximal etwa ±10 Minuten halbjährliche Schwankung der wahren Sonnenzeit (sinusartige magentafarbene Linie in obigem Diagramm (nur Achsschiefe), Nulldurchgänge in etwa zu den Sonnenwenden und Tag-und-Nacht-Gleichen.).

### Die Zeitgleichung als Folge dieser beiden Ursachen

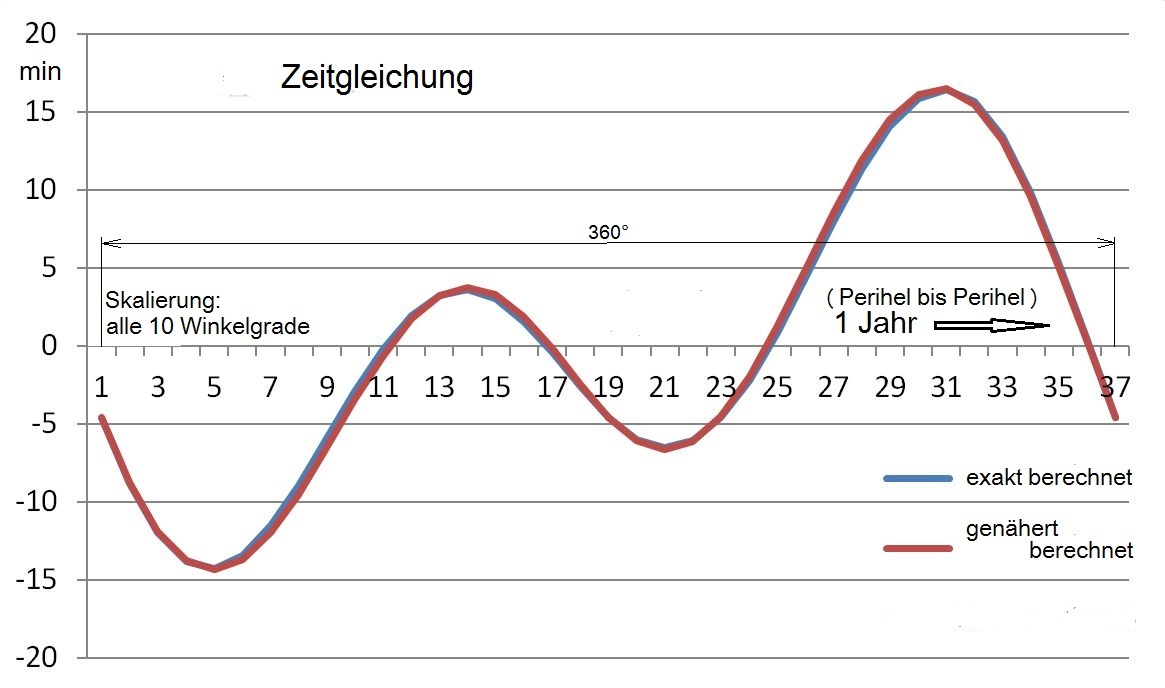
Zeitgleichung, Vergleich zwischen genäherter (Überlagerung zweier Teilgleichungen) und exakter Berechnung

Die Wirkungen der Elliptizität der Erdbahn und des Taumelns der Erdachse von der Sonne aus gesehen verursachen die Zeitgleichung. Ihre einfache Überlagerung (Addition der beiden sinusartigen Linien in obiger Abbildung) ergibt aber lediglich eine – wenn auch eine gute – Näherung an die Zeitgleichung (siehe nebenstehende Abbildung). Exakt ist, dass die Wirkung des Taumelns (zweite Ursache) von der ungleichmäßigen Verteilung der Erd-Orte auf ihrer Jahresbahn (Folge der ersten Ursache) ausgehend zu ermitteln ist.
Mathematisch gesprochen: Die beiden Ursachen sind nicht-linear voneinander abhängig.
Die beiden dem Gesamtergebnis „unterlegten“ sinusartigen Linien zeigen aber grundsätzlich Folgendes:
- Die Zeitgleichung hat vier Null-Werte.
- Den Größtwert von absolut etwa 17½ min könnte wegen des Periodenverhältnisses von 2:1 der beiden Linien nur einer der vier Extremwerte haben. Positiv/negativ gleiche Wertepaare sind möglich. Ihre beiden Werte können unmittelbar nacheinander oder zeitlich versetzt auftreten (s. auch unten im Abschnitt Analemma).
- Wegen der Phasenverschiebung (knapp 2 Wochen) zwischen den beiden Linien ist der Größtwert kleiner (etwa 16½ Minuten, Anfang November).

Die Zeitgleichung hatte 2011 folgende Kennwerte (siehe rote Linie in obigem Diagramm):
- Nullpunkte: 13. April, 13. Juni, 1. September und 25. Dezember
- Hauptextremwerte: 11. Februar (−14 min 14 s) und 3. November (+16 min 26 s) – ein annähernd gleiches Wertepaar
- Nebenextremwerte: 14. Mai (+3 min 40 s) und 26. Juli (−6 min 32 s) – ein weiteres grob gleiches Wertepaar

Negative Zahlenwerte bedeuten: Die wahre Sonnenzeit läuft der mittleren Sonnenzeit beziehungsweise die wahre Sonne der mittleren Sonne nach.

Positive Zahlenwerte bedeuten: Die wahre Sonnenzeit läuft der mittleren Sonnenzeit beziehungsweise die wahre Sonne der mittleren Sonne voraus.

## Berechnung
Die von ihren Ursachen ausgehende qualitative Erklärung der Zeitgleichung wurde in heliozentrischer Betrachtung vorgenommen. Bei ihrer quantitativen Darstellung bzw. ihrer Berechnung wird das geozentrische Weltbild benutzt.
Die Differenz WOZ − MOZ (s. o.) wird auf den mit der Rektaszension angegebenen Stand der wahren Sonne und den Stand einer fiktiven Sonne (Vergleichssonne) ausgedrückt.

### Das Zeitmaß mittlere Sonne
Die gleichmäßig vergehende Zeit wird bei der Behandlung der Zeitgleichung traditionell mit zwei fiktiven Sonnen (auch mittlere Sonnen), von denen in der Himmelskugel eine auf der Ekliptik und eine auf dem Äquator mit konstanter Winkelgeschwindigkeit umlaufen, sichtbar gemacht.

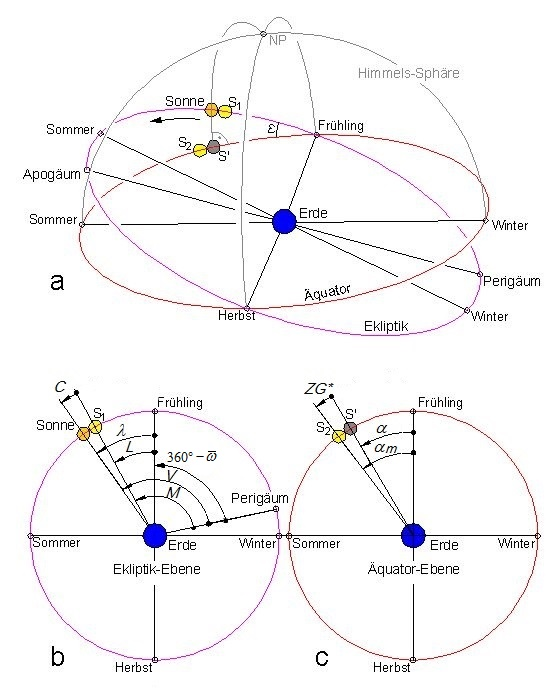
Zeichnungen für die Berechnung der Zeitgleichung:
a Himmels-Sphäre b Ekliptik-Ebene c Äquator-Ebene
Winkel und vergrößert dargestellt, Zeitpunkt etwa Anfang Mai

In nebenstehender Abbildung (Teilbild b) sind die ungleichmäßig laufende wahre Sonne {\displaystyle \mathrm {S} } und die erste mittlere Sonne {\displaystyle \mathrm {S} _{1}} zusammen auf der Ekliptik gezeigt. Sie durchlaufen das Perigäum (im geozentrischen Weltbild das scheinbare Gegenstück zum Perihel) gleichzeitig. Ihre variable gegenseitige Lage ist die erste Ursache der Zeitgleichung.
Die zweite mittlere Sonne {\displaystyle \mathrm {S} _{2}} läuft mit derselben Periode auf dem Äquator um und passiert gleichzeitig mit {\displaystyle \mathrm {S} _{1}} den beiden Bahnen gemeinsamen Frühlingspunkt.
{\displaystyle \mathrm {S} _{2}} repräsentiert die MOZ.
Dass {\displaystyle \mathrm {S} } und {\displaystyle \mathrm {S} _{2}} auf gegeneinander geneigten Bahnen laufen, ist die zweite Zeitgleichungsursache.
Die Differenz der Sonnenstände, d. h. die der Rektaszensionen von {\displaystyle \mathrm {S} _{2}} und {\displaystyle \mathrm {S} } (bzw. {\displaystyle \mathrm {S} '}) ist die Zeitgleichung:
{\displaystyle ZG{}^{*}=\alpha _{m}-\alpha }     (nebenstehende Abbildung, Teilbilder a und c),
wobei {\displaystyle \alpha _{m}} der MOZ und {\displaystyle \alpha } der WOZ entspricht, und der hochgestellte Stern darauf hinweist, dass {\displaystyle ZG^{*}} als Winkel statt als Zeit angegeben ist.
Bei der Drehung der Erde um sich selbst durchlaufen die mittleren Sonnen 360° in 24 Stunden oder 1° in 4 min. Damit gilt für die Zeitgleichung in Minuten
{\displaystyle ZG=4\cdot ZG^{*}.}
Das Winkel- und das Zeitformat der Zeitgleichung sind inhaltlich übereinstimmende Versionen desselben Begriffs.

### Rektaszension der wahren und der Vergleichssonne
| 1. | numerische Exzentrizität     | {\displaystyle e=\textstyle 0{,}016709-{\frac {0{,}000042}{36525}}\cdot t}                    |
| 2. | Schiefe der Ekliptik in Grad | {\displaystyle \varepsilon =\textstyle 23+26/60+21/3600-{\frac {46{,}82/3600}{36525}}\cdot t} |
| 3. | Länge des Perigäums in Grad  | {\displaystyle \varpi =\textstyle 282{,}9400+{\frac {1{,}7192}{36525}}\cdot t}                |
| 4. | Zeit-Winkel in Grad          | {\displaystyle L=\textstyle 280{,}4656+{\frac {36000{,}7690}{36525}}\cdot t}                  |
| 5. | Zeit in Tagen                | {\displaystyle t} ab 1. Januar 2000 12:00 UTC                                                 |

Im Folgenden wird die Berechnung der Rektaszensionen   {\displaystyle \alpha }  und   {\displaystyle \alpha _{m}}  für einen Zeitpunkt   {\displaystyle t}  auf der Basis des Kepler’schen Zweimassenmodells angegeben. Die geozentrische Betrachtung ist der heliozentrischen Keplers gleichwertig, weil der geozentrische Ortsvektor der Sonne dem heliozentrischen Ortsvektor der Erde genau entgegengesetzt ist (vgl. Sonnenbahn). Damit gilt der Kepler’sche Formelsatz auch für die scheinbare Bahn der Sonne (s. a. Sonnenstand).
Von den zu ermittelnden Rektaszensionen  {\displaystyle \alpha _{m}}  (für {\displaystyle \mathrm {S_{2}} })  und  {\displaystyle \alpha }  (für {\displaystyle \mathrm {S} })  erfordert nur  {\displaystyle \alpha }  größere Rechenarbeit.
Für die Berechnung werden 3 sogenannte Bahnelemente des scheinbaren Laufs der Sonne um die Erde gebraucht (Zeilen 1 bis 3 der nebenstehenden Tabelle). Diese sind wie die Zeitgleichung selbst Funktionen der Zeit {\displaystyle t}, deren Veränderung mit dem sich verändernden Ort (Zeit-Winkel {\displaystyle {L}}, 4. Zeile) der Vergleichs-Sonnen auf der Ekliptik und auf dem Äquator anschaulich gemacht wird. Die Zeit {\displaystyle t} ist die in Tagen seit dem 1. Januar 2000 12:00 UTC vergangene (5. Zeile).
Von den 3 Bahnelementen ist die Länge des Perigäums am stärksten zeitabhängig. Die beiden anderen ändern sich sehr langsam, so dass innerhalb eines Jahres oft nur mit je einem konstanten Wert gerechnet wird.
Die angegebenen Bahnelemente sind von O. Montenbruck übernommen. Die Winkel   {\displaystyle L}  und   {\displaystyle \varpi }  wurden um 180° vergrößert, weil hier die Sonne der Umlaufkörper ist, Montenbruck aber die Bahnelemente für die Erde angibt.

#### Mit Hilfe der Kepler-Gleichung zur Längeλder wahren Sonne
Für die Bestimmung der Länge   {\displaystyle \lambda }  der wahren Sonne für einen vorgegebenen Zeitpunkt wird mit der
Mittelpunktsgleichung {\displaystyle C} indirekt die Kepler-Gleichung angewendet. Jene ist die Differenz
{\displaystyle C=V-M=\lambda -L}
mit den auf das Perigäum bezogenen Längen {\displaystyle V} und {\displaystyle M}  bzw. auf den Frühlingspunkt bezogenen Längen  {\displaystyle \lambda }  und {\displaystyle L} .
{\displaystyle V}  und  {\displaystyle \lambda }  sind die Längen der wahren Sonne  {\displaystyle S} , {\displaystyle M}  und   {\displaystyle L}  die der Vergleichssonne  {\displaystyle S_{1}}  .
Das Ergebnis für  {\displaystyle \lambda }  wird durch Umstellen der vorstehenden Gleichung (zweite Gleichheit) erhalten:
{\displaystyle \lambda =L+C}   (nebenstehende Abbildung, b).
In einer ausreichend genauen Reihenentwicklung lautet die Mittelpunktsgleichung:
{\displaystyle C={\frac {180}{\pi }}\left[\left(2e-{\frac {e^{3}}{4}}\right)\sin M+{\frac {5}{4}}e^{2}\sin(2M)+{\frac {13}{12}}e^{3}\sin(3M)+\dots \right]}  .
Die in die Mittelpunktsgleichung einzusetzende Länge  {\displaystyle M}  der Vergleichssonne  {\displaystyle S_{1}}  wird durch Umrechnen der Länge  {\displaystyle L}  (Zeitwinkel für vorzugebenden Zeitpunkt  {\displaystyle t} ) mit der Länge des Perigäums  {\displaystyle \varpi }  (ein Bahn-Element) gewonnen:
{\displaystyle M=L+360-\varpi }   (siehe nebenstehende Abbildung, Teilbild b)

#### Die Rektaszensionαder wahren Sonne S
Die Rektaszension {\displaystyle \alpha } hängt mit ihrer ekliptikalen Länge {\displaystyle \lambda } über die Transformationsformel
{\displaystyle \alpha =\arctan _{\lambda }(\tan \lambda \cdot \cos \varepsilon )}   (s. nebenstehende Abbildung, Teilbild a: von der Sonne auf der Ekliptik zum Punkt  {\displaystyle \mathrm {S} '}  auf dem Äquator)
von ekliptikalen in äquatoriale Koordinaten zusammen.

#### Die Rektaszensionαmder Vergleichssonne S2
Die Vergleichssonne {\displaystyle S_{2}} repräsentiert den gleichmäßigen Zeitverlauf, der mit {\displaystyle L} als Zeitwinkel eingeführt wurde. Somit gilt
{\displaystyle \alpha _{m}=L},
und es liegen nun alle Größen zur Berechnung von {\displaystyle ZG^{*}} und {\displaystyle ZG} vor.

### Resultat
Definitions-Gleichung:    {\displaystyle ZG=WOZ-MOZ}

Rechen-Gleichung:       {\displaystyle ZG{}^{*}=\alpha _{m}-\alpha }   bzw.   {\displaystyle =L-\alpha }

Schluss-Gleichung:       {\displaystyle ZG^{*}=L-\arctan _{\lambda }(\tan \lambda \cdot \cos \varepsilon )\qquad (**)}

### Geltungsdauer und Genauigkeit
Die Zeitgleichungsformel {\displaystyle (**)} ist mit den tabellierten Bahnelementen mehrere Jahrhunderte vor und nach dem Jahr 2000 anwendbar. Die Werte weichen um weniger als 5 s von denen eines genauen Referenzmodells (z. B. VSOP) ab, das – anders als das Kepler-Modell – die Störkräfte der anderen Planeten und vor allem des Mondes berücksichtigt.

### Zahlenbeispiel
Die Tabelle enthält die Werte in der Reihenfolge der Rechenschritte ohne Zwischenergebnisrundung.
Sie erfolgt für den 1. Mai 2015 15:00 UTC. Die rechts oben befindlichen Zeichnungen sind grob zu diesem Zeitpunkt passend.
|           | {\displaystyle \textstyle t}      | {\displaystyle \textstyle e} | {\displaystyle \textstyle \varepsilon } | {\displaystyle \textstyle \varpi } | {\displaystyle \textstyle L=\alpha _{m}} | {\displaystyle \textstyle M} | {\displaystyle \textstyle C} | {\displaystyle \textstyle \lambda } | {\displaystyle \textstyle \alpha } |
| Wert      | 5599,125 d                        | 0,016703                     | 23,437°                                 | 283,204°                           | 5799,228°                                | 5876,025°                    | 1,704°                       | 5800,932°                           | 5798,508°                          |
| Hauptwert |                                   |                              |                                         |                                    | 39,228°                                  | 116,025°                     |                              | 40,932°                             | 38,508°                            |
|           | {\displaystyle \textstyle ZG^{*}} | ZG                           |                                         |                                    |                                          |                              |                              |                                     |                                    |
| Wert      | 0,720°                            | 2,88 min                     |                                         |                                    |                                          |                              |                              |                                     |                                    |

In Minuten und Sekunden: ZG = 2:52,8.

Ein präziser Vergleichswert für {\displaystyle ZG} beträgt 2,89 min (2:53,4).
Aus der Ergebnistabelle (oberer Teil) ist auch die Reihenfolge der Rechenschritte ersichtlich:
- Am Anfang steht der vorgegebene Zeitpunkt {\displaystyle \textstyle t}.
- Es folgen die Ergebnisse für die drei über die Zeit nur schwach ändernden Bahnelemente {\displaystyle \textstyle e}, {\displaystyle \textstyle \varepsilon } und {\displaystyle \textstyle \varpi }.
- Der Zeitpunkt {\displaystyle \textstyle t} ist in den Winkel {\displaystyle \textstyle L} ({\displaystyle =\textstyle \alpha _{m}}) übertragen.
- {\displaystyle \textstyle M} ist aus {\displaystyle \textstyle L} und {\displaystyle \textstyle \varpi } ermittelt.
- {\displaystyle \textstyle C} ist aus {\displaystyle \textstyle M} und {\displaystyle \textstyle e} ermittelt.
- {\displaystyle \textstyle \lambda } ist aus {\displaystyle \textstyle C} und {\displaystyle \textstyle L} ermittelt.
- {\displaystyle \textstyle \alpha } ist aus {\displaystyle \textstyle \lambda } und {\displaystyle \textstyle \varepsilon } ermittelt.
- {\displaystyle ZG{}^{*}=\alpha _{m}-\alpha }

## Zeitgleichungswerte für die Passage ausgezeichneter Bahnpunkte
Die Berechnung von Zeitgleichungswerten für die Passage ausgezeichneter Bahnpunkte ist kürzer und einfacher (s. Zeitgleichungswerte für die Passage ausgezeichneter Bahnpunkte). Es entfällt die aufwändige und nicht geschlossen durchführbare Bestimmung eines zu einer vorgegebenen Zeit gehörenden Bahnortes.

## Sonnenauf- und -untergang zur Zeit der Sonnenwenden

Sonnenauf- und -untergangszeiten im Dezember und am Anfang des Januars, schematisch

Dass der Sonnenuntergang schon mehrere Tage vor der Wintersonnenwende wieder später am Abend und der Sonnenaufgang erst mehrere Tage danach wieder früher am Morgen stattfindet, ist eine Folge der Zeitgleichung. In WOZ angegeben sind die Grenzen zwischen Nacht und Tag und zwischen Tag und Nacht zwar zueinander über die Datumsachse symmetrisch, nicht aber in MOZ. Nach der Korrektur der WOZ mittels Zeitgleichung zur MOZ ist der Tageskorridor (siehe nebenstehende Abbildung) verzerrt. Die Wendepunkte seiner Grenzlinien haben sich auf ein früheres Datum (Sonnenuntergang) beziehungsweise auf ein späteres Datum (Sonnenaufgang) verschoben.
Auf das Datum für den kürzesten lichten Tag im Jahr (Wintersonnenwende) hat das keinen merklichen Einfluss. Es bleibt etwa beim 22. Dezember (1-Tages-Variation infolge Schaltjahrzyklus).
Bei der Sommersonnenwende besteht der gleiche Effekt. Er ist weniger ausgeprägt als im Winter, weil die Steigung der Zeitgleichung als Funktion des Datums nur etwa ein Drittel so groß ist.

## Analemma

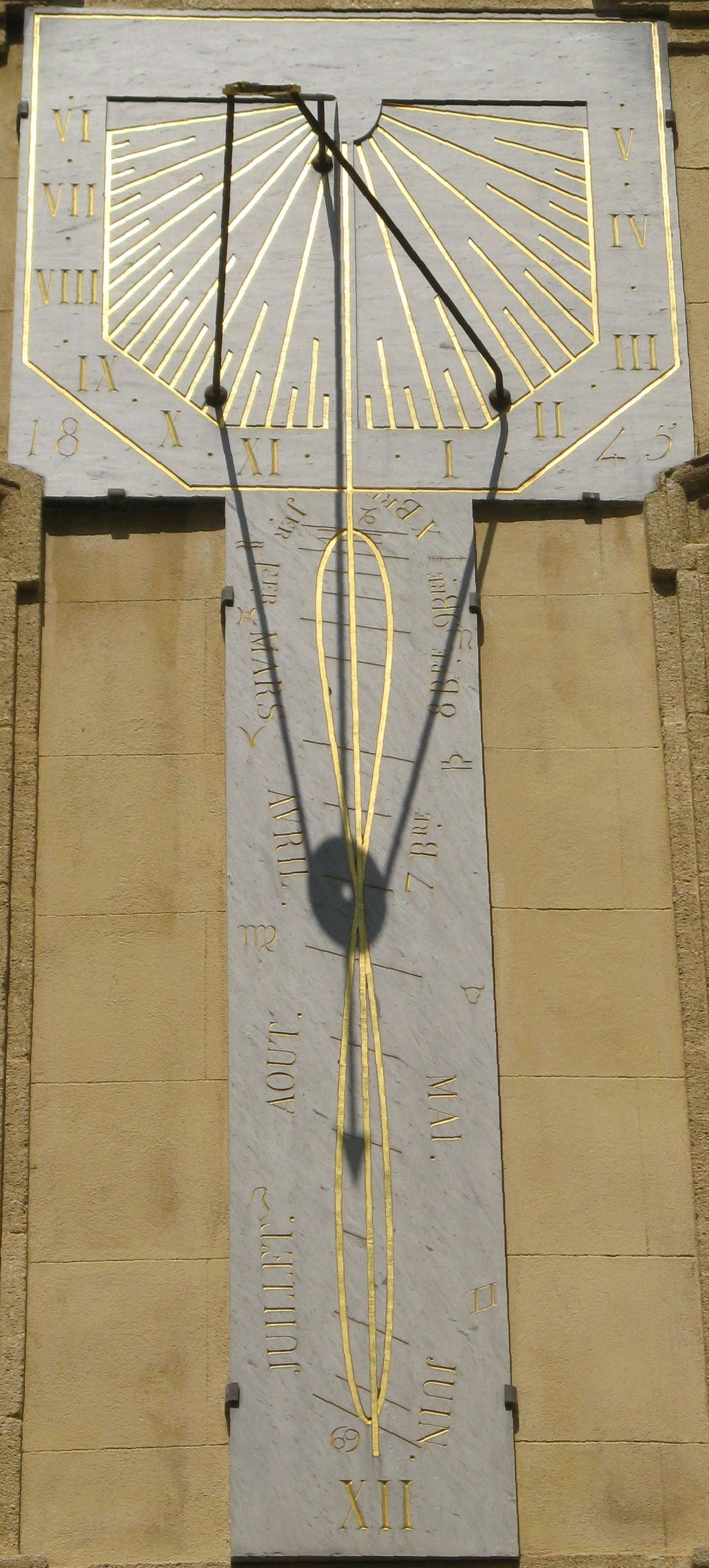
Stundenschleife (Analemma) eines Mittagsweisers für MOZ,
darüber eine einfache Sonnenuhr (mit Stundengeraden für WOZ)

Stellt man die Abhängigkeit der Zeitgleichung von der Deklination der Sonne als Diagramm dar, entsteht eine Schleifenfigur, die als Analemma bezeichnet wird. Diese Schleife zeigt den wahren Stand der Sonne um 12 Uhr mittags mittlerer Ortszeit für die verschiedenen Jahreszeiten als Höhe über dem Himmelsäquator und als seitlichen Abstand vom Meridian. Dabei entsprechen in seitlicher Richtung vier Zeitminuten einem Grad im Winkelmaß. Die links gezeigten Figuren gelten nördlich des nördlichen Wendekreises mit der Blickrichtung nach Süden. In den Bildern links sind die Figuren gegenüber der Himmelsfigur in horizontaler Richtung ungefähr um den Faktor 5 bis 6 gedehnt. Rechts sieht man in einem historischen Mittagsweiser die zugehörige Schattenkurve (links/rechts unverzerrtes Analemma) auf einer vertikalen Wand markiert.
Die leichte Asymmetrie zwischen rechts und links rührt davon her, dass Perihel und Wintersonnenwende nicht auf denselben Tag fallen. Letzteres war zuletzt im Jahre 1246 der Fall (Tag der Wintersonnenwende etwa wie heute). Die innere Schnittstelle galt etwa für den 16. April und den 29. August (Gregorianischer Kalender rückwärts angewendet).
Im Jahre 6433 wird das Perihel den Tag des Frühlings-Äquinoktiums erreicht haben (Präzession). Die Zeitgleichung wird an den Tagen der Äquinoktien null und das Analemma eine zu diesem Punkt symmetrische Figur sein.
Am häufigsten ist das Analemma als Stundenschleife auf Sonnenuhren zu sehen, die zur Anzeige der mittleren Sonnenzeit ausgelegt sind. Oftmals wird es allerdings in zwei Teile (ein Teil ähnlich einem S, der andere ähnlich einem Fragezeichen) aufgeteilt, um Verwechslungen beim Ablesen zu verhindern (für einen Deklinationswert gibt es zwei Punkte auf der ganzen Figur). Jeder der beiden Teile gilt etwa ein halbes Jahr lang. Solche Uhren haben zwei auswechselbare Zifferblätter. Die Zifferblätter lassen sich leicht auf die am Aufstellort gültige Zonenzeit auslegen, zeigen also die „Normalzeit“ an.
Auch die jeden Tag zur gleichen mittleren Zeit fotografierte Sonne ergibt in der Summe ein am Himmel stehendes Analemma.

Analemma, 20./21. Jahrhundert
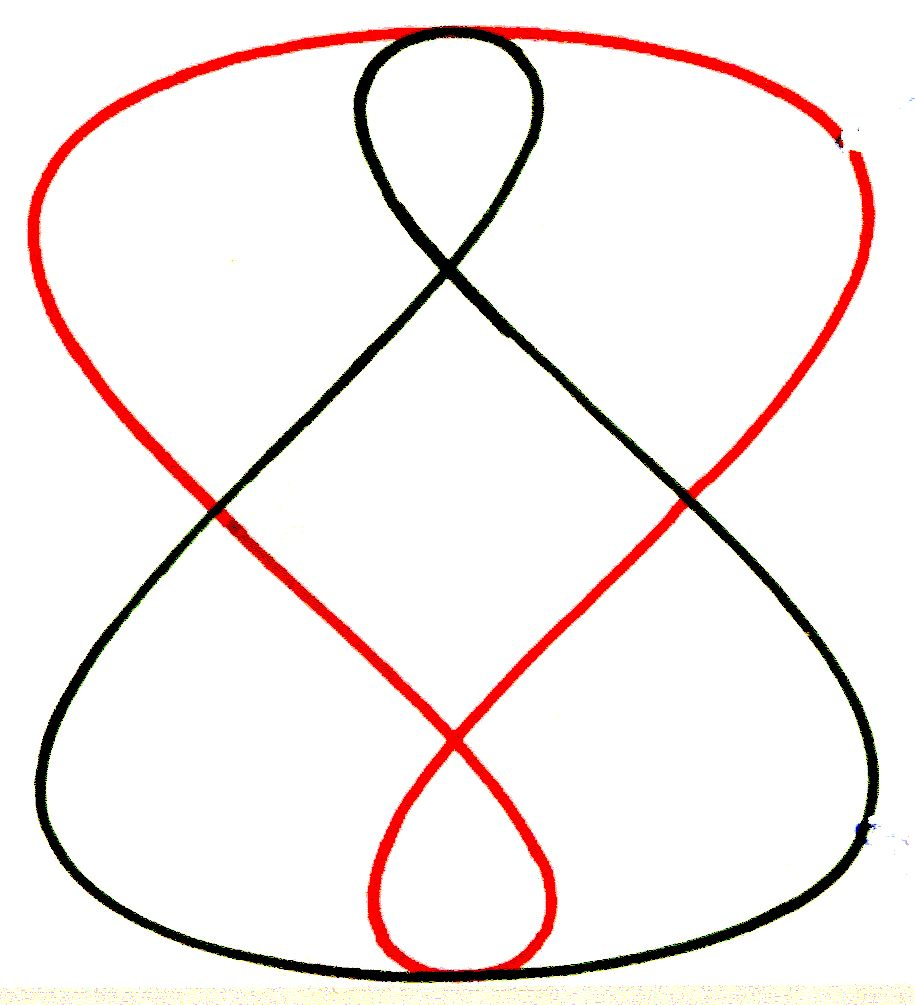
Analemma, schematisch Schwarz im Jahr 1246, Rot ca. 11.620
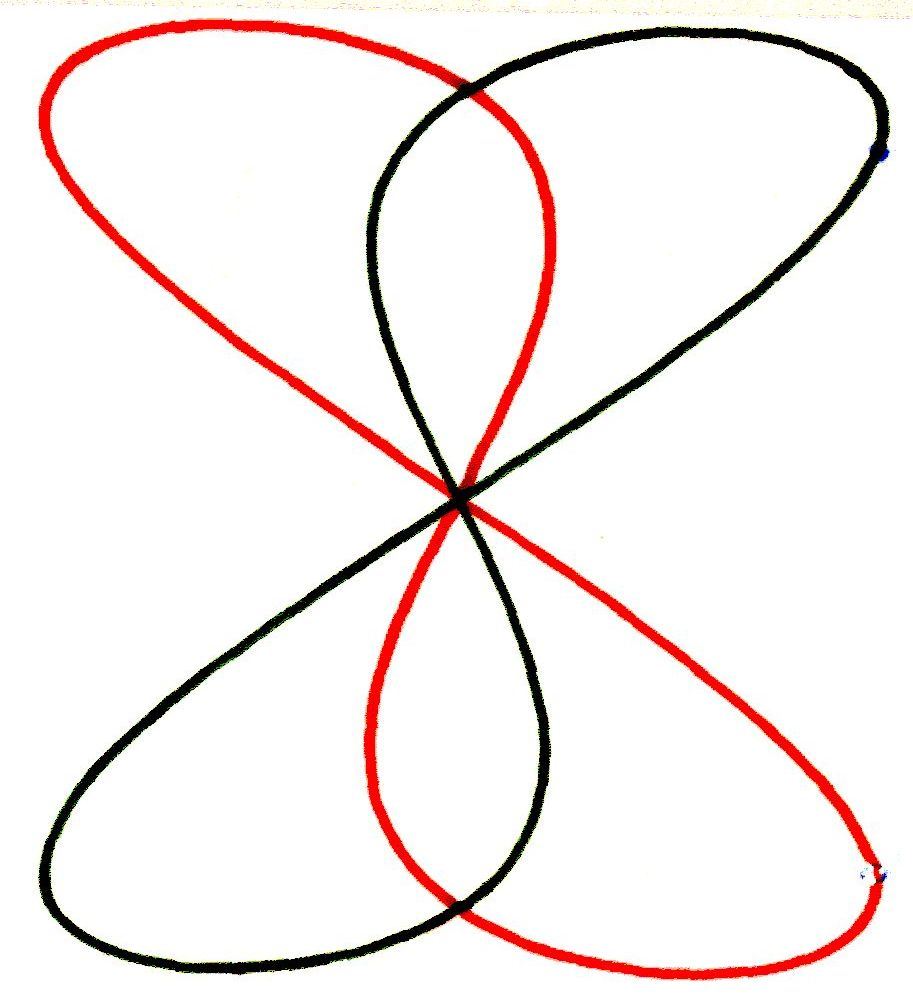
Analemma, schematisch Rot im Jahr 6433, Schwarz ca. 16.810